# Synagoga w Jeleniej Górze
Synagoga w Jeleniej Górze – nieistniejąca synagoga znajdująca się w Jeleniej Górze, przy dzisiejszej ulicy Kopernika, dawnej Prieststrasse 20.
Synagoga została zbudowana w 1846 roku. W 1938 roku synagoga została doszczętnie zniszczona przez hitlerowców, a rok później zamknięta. Jej ruiny zostały wyburzone około 1974 roku. Teren po niej nie został zabudowany do dziś.